# Deagrarizacija
Deagrarizacija je proces napuštanja poljoprivrede kao djelatnosti i izvora prihoda. Pojam najčešće rabi geografija.
Prestanak bavljenja primarnim djelatnostima (poljoprivredom i šumarstvom) seoskog stanovništva koje, ne mijenjajući nužno mjesto stanovanja, prelazi u druge gospodarske grane.